# Virginia Henderson
Virginia Henderson (Kansas City, 30 novembre 1897 – Branford, 19 marzo 1996) è stata un'infermiera, insegnante e scrittrice statunitense.

## Biografia
Virginia Henderson nacque nel 1897 quinta di una famiglia di otto figli. Nativa di Kansas City, passò i primi anni della sua vita in Virginia perché il padre, avvocato, aveva uno studio a Washington.
Durante la prima guerra mondiale la Henderson cominciò ad interessarsi all'assistenza infermieristica.
Nel 1918 si iscrisse alla scuola militare per infermieri a Washington, e dopo essersi diplomata nel 1921 accettò un'offerta di lavoro come infermiera al Henry Street Visiting Nurse Service di New York. Nel 1922 iniziò ad insegnare infermieristica all'ospedale protestante di Norfolk in Virginia, e cinque anni dopo entrò alla Columbia University dove conseguì i titoli di B.S e M.A. in Infermieristica.
Nel 1929 la Henderson lavorò come direttrice scolastica nelle cliniche della Strong Memorial Hospital a Rochester.
Ritornò all'università nel 1930 come membro della facoltà insegnando nei corsi di processo infermieristico analitico e pratica clinica fino al 1948.
Henderson avuto una lunga carriera sia come scrittrice che ricercatrice.
Quando era alla Columbia University curò la quarta edizione del libro di Bertha Harmer Textbook of the Principles and Practice of Nursing dopo la morte dell'autrice; l'opera fu pubblicata nel 1939.
Dal 1959 al 1971 la Henderson ha diretto il progetto di "indice sugli studi infermieristici" (Nursing Studies Index) sponsorizzato dalla Università di Yale. Il Nursing Studies Index è organizzato in quattro volumi che comprendono la letteratura infermieristica biografica, anagrafica e storica dal 1900 al 1959. Contemporaneamente la Henderson è stata autrice o coautrice di molte altre opere importanti. Dopo tale incarico alla Yale School of Nursing, diviene Emerito nel 1971.
Il suo opuscolo dal titolo Basic Principles of Nursing Care è stato pubblicato nel 1960 in occasione del Consiglio Internazionale degli Infermieri e tradotto in più di venti lingue.
I risultati conseguiti e l'influsso avuto sulla professione infermieristica le hanno portato più di sette diplomi di dottorato onorario e il primo premio "Christiane Reimann".

## Pubblicazioni
- Henderson, Virginia. The Nature of Nursing. The American Journal of Nursing, vol. 64, no. 8, 1964, pp. 62–68.
- Henderson, Virginia. The concept of nursing. Journal of Advanced Nursing 53.1 (2006): 21-31.
- Henderson, Virginia, and Gladys Nite. Principles and practice of nursing. Vol. 78. No. 9. LWW, 1978.
- Henderson, Virginia. Excellence in nursing. The American journal of nursing (1969): 2133-2137.